# ديف أندرسون (لاعب كرة قاعدة أمريكي)
ديف أندرسون (بالإنجليزية: Dave Anderson)‏ هو لاعب كرة قاعدة أمريكي، ولد في 1 أغسطس 1960 في لويفيل في الولايات المتحدة.

## وصلات خارجية
- ديف أندرسون (لاعب كرة قاعدة أمريكي) على موقع دوري كرة القاعدة الرئيسي (الإنجليزية)
- ديف أندرسون (لاعب كرة قاعدة أمريكي) على موقعبيزبول رفرنس.كوم (الدوري الرئيسي) (الإنجليزية)
- ديف أندرسون (لاعب كرة قاعدة أمريكي) على موقعبيزبول رفرنس.كوم (الدوري الثانوي) (الإنجليزية)
- ديف أندرسون (لاعب كرة قاعدة أمريكي) على موقع إي إس بي إن.كوم (أم.أل.بي) (الإنجليزية)
- ديف أندرسون (لاعب كرة قاعدة أمريكي) على موقع مشجعي الرسوم البيانية (الإنجليزية)